# Semjon Iwanowitsch Rschischtschin
Semjon Iwanowitsch Rschischtschin (russisch: Семён Иванович Ржищин, * 15. Februar 1933 in Troizk in der Oblast Rjasan; † 27. Dezember 1986) war ein russischer Leichtathlet, der für die Sowjetunion antrat. Er wurde 1960 Olympiadritter im 3000-Meter-Hindernislauf.
Rschischtschin gewann 1955 seinen ersten sowjetischen Meistertitel in 8:49,6 min. Ein Jahr später am 14. August 1956 verteidigte er seinen Meistertitel in Moskau in 8:39,8 min. Damit verbesserte er den Weltrekord des Polen Jerzy Chromik um 0,4 s und blieb als erster Hindernisläufer unter der Zeit von 8:40 Minuten. Nur einen Monat später unterbot der Ungar Sándor Rozsnyói Rschischtschins Weltrekord um vier Sekunden. In dem schnellen Finale bei den Olympischen Spielen in Melbourne gehörten sowohl Rschischtschin als auch Rozsnyói zu den sechs Läufern, die um die Medaillen spurteten. Die Goldmedaille gewann der Brite Chris Brasher vor Rozsnyói und dem Norweger Ernst Larsen, hinter dem Deutschen Heinz Laufer belegte Rschischtschin in 8:44,6 min den fünften Platz mit einer Sekunde Rückstand auf den zweiten Platz.
1957 gewann Rschischtschin in 8:40,0 min zum dritten Mal den sowjetischen Meistertitel, mit dieser Zeit führte er Ende des Jahres die Weltbestenliste an. Bei den U.I.E.-Sportwochen, der Universiade des Ostblocks, siegte er in 8:50,2 min. Am 21. Juli 1958 stellte Rschischtschin bei seinem vierten Meisterschaftsgewinn in Tallinn den Weltrekord von 8:35,6 min ein. Nur zwölf Tage später verbesserte Jerzy Chromik diesen Rekord um über drei Sekunden. Bei den Europameisterschaften 1958 in Stockholm blieben nur diese beiden Läufer unter 8:40 Minuten; Chromik führte eingangs der Schlussrunde deutlich, aber Rschischtschin kam bis auf 0,6 s heran und gewann in 8:38,8 min die Silbermedaille. 
Seinen letzten sowjetischen Meistertitel gewann Rschischtschin 1959 in 8:42,4 min, mit 8:37,8 min führte er am Jahresende die Weltjahresbestenliste an. Bei der sowjetischen Meisterschaft 1960 gewann Nikolai Sokolow in 8:36,4 min mit 0,2 s Vorsprung vor Rschischtschin. Bei den Olympischen Spielen in Rom siegte der Pole Zdzisław Krzyszkowiak vor Sokolow, Rschischtschin gewann in 8:42,2 min die Bronzemedaille. 1960 stand Rschischtschin zum Jahresende auf dem fünften Platz der Weltjahresbestenliste, nach der Saison 1961 beendete er seine sportliche Laufbahn.
Bei einer Körpergröße von 1,73 m betrug sein Wettkampfgewicht 64 kg.